# Seznam gorických hrabat

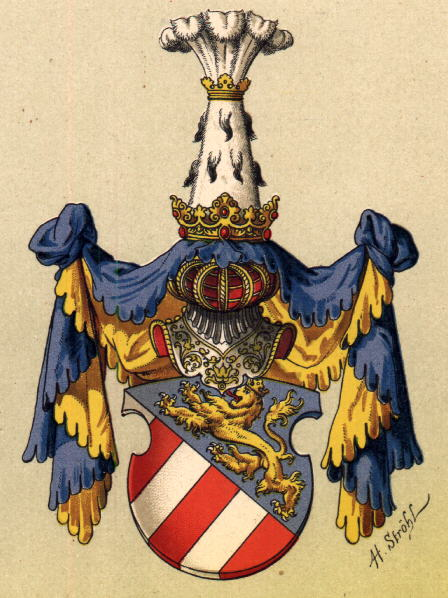
Erb Gorického hrabství

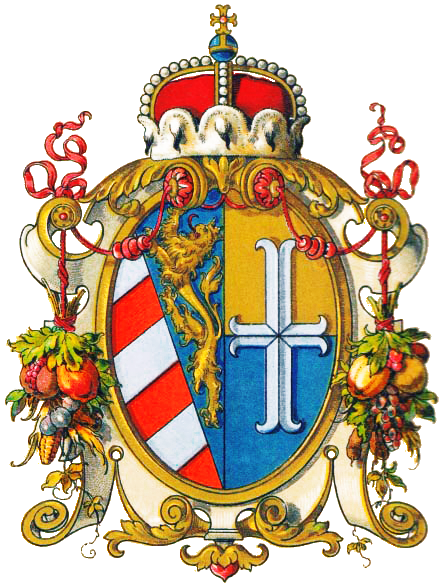
Erb Hrabství Gorice a Gradiška

Seznam gorických hrabat:
| Gorická hrabata   |                  |                                                                |
| Menhardovci       |                  |                                                                |
| Období vlády      | Jméno            | Poznámky                                                       |
|                   | Markvart         |                                                                |
| zemřel po r. 1102 | Jindřich I.      | syn Markvarta                                                  |
| –1122             | Engelbert I.     | syn Jindřicha I.                                               |
| zemřel r. 1132/42 | Menhard I.       | syn Jindřicha I.                                               |
| 1142–1150         | Jindřich II.     | syn Menharda I.                                                |
| 1142–1191         | Engelbert II.    | syn Menharda I.                                                |
| 1191–1220         | Engelbert III.   | syn Engelberta II.                                             |
| 1191/1220–1232    | Menhard II.      | syn Engelberta II.                                             |
| 1231–1258         | Meinhard III.    | syn Engelberta III.                                            |
| 1258–1271         | Menhard IV.      | také korutanským vévodou a tyrolským hrabětem jako Meihard II. |
| 1258–1304         | Albrecht I.      | bratr Menharda IV.                                             |
| 1304-1323         | Jindřich III.    | syn Albrechta I.                                               |
| 1304-1327         | Albrecht II.     | syn Albrechta I.                                               |
| 1323-1338         | Jan Jindřich IV. | syn Jindřicha III.                                             |
| 1327-1374         | Albrecht III.    | syn Albrechta II.                                              |
| 1327-1385         | Meinhard V.      | syn Jindřicha III.                                             |
| 1327-1362         | Jindřich V.      | syn Albrechta II.                                              |
| 1338-1385         | Meinhard VI.     | syn Alberta II.                                                |
| 1385-1429         | Jan Menhard VII. | syn Menharda VI.                                               |
| 1385-1454         | Jindřich VI.     | syn Menharda VI.                                               |
| 1454-1462         | Jan II.          | syn Jindřicha VI.                                              |
| 1454-1457         | Ludvík           | syn Jindřicha VI.                                              |
| 1448-1500         | Leonard          | syn Jindřicha VI.                                              |